# ميلدريد سيدل
ميلدريد سيدل (ميلدريد رذرفورد وولي قبل الزواج، 21 مارس 1889-20 فبراير 1988) صحفية أمريكيًة رائدة في جورجيا. عملت سيدل كاتبة عمود وأسست مجلة سيدل والتي كانت مجلة ربع سنوية خلفًا لمجلة ذا ثينك تانك نصف الأسبوعية والتي لم تدم طويلًا ونشرت الشعر والمقالات والمراجعات (1940-1947) (كان الشعار: فكّر بها مليًا وستشاهد أفضلها مطبوعةً). أسست دار نشر ميلدريد سيدل والتزمت بإلقاء المحاضرات.

## النشأة
والدا سيدل هما فاسر وولي- محامٍ ورجل أعمال من أتلانتا- وبيسي كوب رذرفورد ابنة العقيد جون كوب رذرفورد الذي كان أيضًا محاميًا. سميت على اسم أخت جدها ميلدريد لويس رذرفورد، وكانت سيدل الأخت الكبرى لأخيها. كان شقيقها فاسر وولي الابن، أصغر منها بست أو سبع سنوات، وعمل مثل والدهما. التحقت سيدل بمعهد لوسي كوب في أثينا في جورجيا، وهو المعهد الذي انخرطت فيه عمتها الكبرى قبل وفاتها وسُمي باسمها، ولكن سرعان ما غادرت سيدل من أجل الالتحاق بجامعة السوربون.

## الحياة المهنية
بدأت حياتها المهنية في عام 1922 كصحفية في صحيفة تشارلستون غازيت، وهي صحيفة في فيرجينيا الغربية، انتقلت في عام 1924 إلى أتلانتا كمراسلة للصحيفة. ارتبطت بصحيفة أتلانتا جورجيان من سلسلة صحف ويليام راندولف هارست، وعملت فيها من عام 1926 وحتى إغلاقها في عام 1938.
تزوجت سيدل مرتين، إذ تزوجت لأول مرة من العالم والكيميائي البلجيكي بول برنارد سيدل الذي التقت به خلال دراستها في جامعة السوربون واستمر زواجهما من عام 1910 حتى عام 1944. أنجبا طفلين هما بول وجون. توفي سيدل من مضاعفات استئصال الكولون، فتزوجت من شقيقه ماكس سيدل في عام 1947. عاشوا في بلجيكا عقدين من الزمن، وعادوا إلى أتلانتا في عام 1967. تبنت اسمه الأخير مع حرفي إل كاسم مهني/مستعار في بداية مسيرتها الصحفية.
قدمت تقريرًا عن محاكمة سكوبس في عام 1925، إذ كانت المحاكمة أول قصة مهمة لها. أجرت مقابلة مع هارولد إي «ريد» جرانج، وصُورت وهي تقرأ بيده، تقنية استخدمتها «لكسر الجليد» مع موضوع المقابلة. أُرسل إلى سيدل أثناء محاكمة سكوبس صورة ليد قرد، وصُورت تقارن بين الصورة والقضاة المتشبثين بالإنجيل جون تي رولستون وكلارينس دارو وويليام جينينغس بريان.
قابلت خلال مسيرتها المهنية رئيس الوزراء الإيطالي بينيتو موسوليني في عام 1926، وأجرت مقابلة مع الرئيس الفنلندي ريستو ريتي وجان سيبيليوس أثناء جولتها في فنلندا ولابلاند. شملت الشخصيات البارزة الأخرى التي قابلتها: السيدة إدوارد بينيس، وجورج كوكور، وإيف كوري، وماريون ديفيز، وبيت ديفيس. نُقل عنها قولها ذات مرة أنها «فضلت كثيرًا تهيئة المنصة للمغامرة بدلًا من مائدة العشاء». نُشرت مقابلاتها في عمودها أحاديث مع المشاهير (معظم مشاهير هوليوود) في 27 صحيفة من صحف هيرست وخدمة الأخبار العالمية. شملت الأعمدة الأخرى ماذا ستفعل؟ (عمود المشورة بين عامي 1926-1931) وأُعيد تسميته ليصبح ميلدريد سيدل تقول في عام 1933، وكل شيء في يوم.
وصفت في أعمدتها معاناة العاطلين عن العمل في ثلاثينيات القرن العشرين، وقدمت النصح.
ارتبطت بحزب المرأة الوطني والنضال من أجل المساواة في الحقوق بعد تمرير التعديل التاسع عشر. شغلت في عامي 1931 و1932 منصب رئاسة مجلس إدارة أتلانتا وجورجيا على التوالي. أصبحت في عام 1935 محررة مشاركة في الجريدة الوطنية الحقوق المتساوية..
شملت المنظمات النسائية الأخرى التي نشطت فيها: رابطة الناخبات، ورابطة نساء القلم الأمريكيات (كانت في 13 مارس 1931 واحدة من 15 عضوًا في ميثاق فرع أتلانتا، بعد اجتماعها مع رئيسها الوطني)، والاتحاد الوطني للصحافة، ورابطة البلدان الأمريكية، وغرفة التجارة النسائية بأتلانتا. شغلت سيدل بين عامي 1941-1943 منصب رئاسة اتحاد أتلانتا للأندية النسائية. نشطت سيدل في اتحاد نادي النساء الأمريكيات في الخارج (في بلجيكا) ونادي المرأة الأمريكية في بروكسل.